# 栃木県道170号親園南金丸線
栃木県道170号親園南金丸線（とちぎけんどう170ごう ちかそのみなみかねまるせん）は、栃木県大田原市内を走る一般県道である。

## 路線概要
- 指定：1961年（昭和36年）4月1日
- 距離：11.582km
- 起点：栃木県大田原市親園（国道461号交点）
- 終点：栃木県大田原市南金丸（栃木県道48号大田原氏家線交点）

## 交差する主な道路
- 国道400号（大田原市若草 - 赤瀬：重複区間）